# Johann Mithlinger

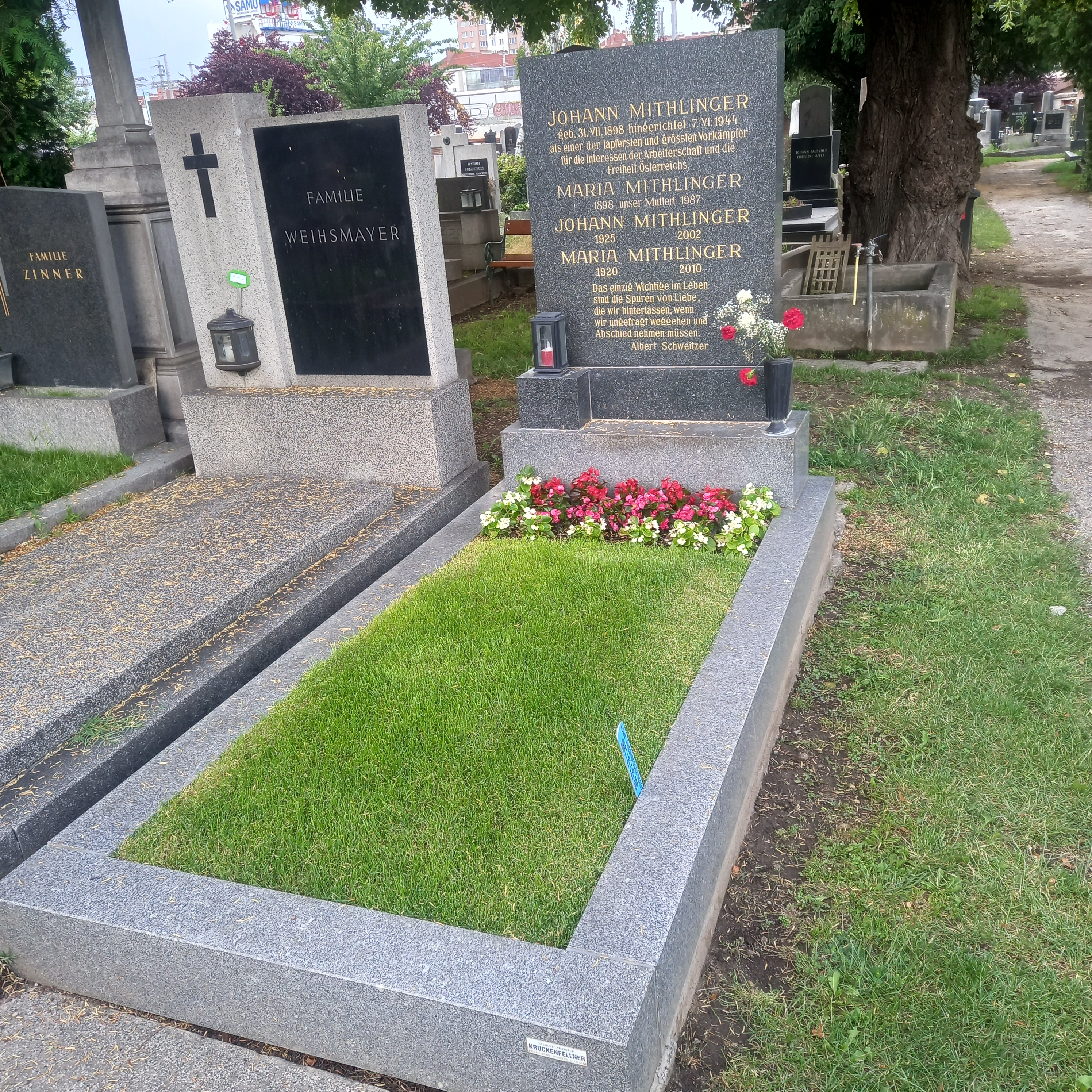
Die Grabstätte von Johann Mithlinger und seiner Familie auf dem Evangelischen Friedhof Matzleinsdorf in Wien

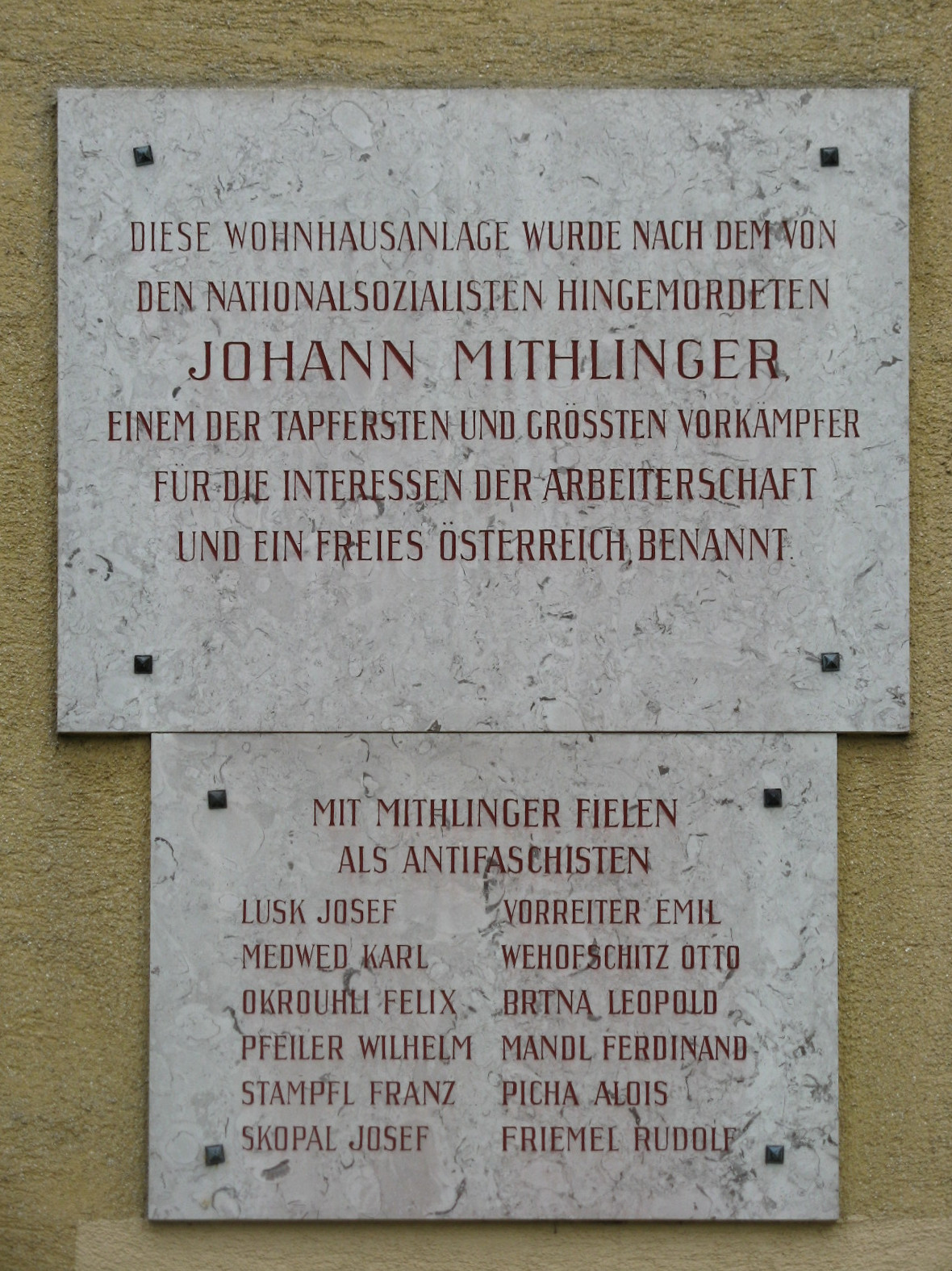
Gedenktafel in der Johann-Mithlinger-Siedlung

Johann Mithlinger (* 31. Juli 1898 in Wien; † 7. Juni 1944 ebenda) war ein österreichischer Widerstandskämpfer gegen den Nationalsozialismus.

## Leben
Mithlinger war seit 1919 Mitglied der Sozialdemokratischen Partei. Bis 1929 war er Angehöriger der Volkswehr bzw. des Bundesheeres, danach Angestellter der Zentralsparkasse. 1934 wurde er wegen seiner Teilnahme an den Februarkämpfen festgenommen und wegen sozialdemokratischer Betätigung mit drei Wochen Arrest bestraft. Bis 1938 arbeitslos, arbeitete er danach zunächst im Arbeitsamt der Stadt Wien sowie später als Inkassant einer Wiener Firma. Im Jänner 1942 rückte er als Stabsfeldwebel zur Wehrmacht ein. Am 16. Dezember dieses Jahres wurde er wegen Betätigung für die illegale Kommunistische Partei Österreichs verhaftet. Mithlinger wurde er am 29. September 1943 vom Volksgerichtshof wegen „Vorbereitung zum Hochverrat“ und „Feindbegünstigung“ zum Tode verurteilt. Am 7. Juni 1944 wurde er im Landesgericht Wien enthauptet.
Unmittelbar nach Kriegsende wurde am 4. August 1945 die städtische Wohnhausanlage Rasenstadt in Wien-Favoriten in Johann-Mithlinger-Siedlung umbenannt. Bürgermeister Theodor Körner enthüllte am Eingang der Siedlung eine Gedenktafel, die an Mithlinger und zwölf weitere Bewohner erinnert, die Opfer des NS-Regimes wurden.
Sein Grab befindet sich auf dem Evangelischen Friedhof Matzleinsdorf. Mithlingers gleichnamiger Sohn Johann Mithlinger jun. war nach 1945 u. a. Präsident des Allgemeinen Landessportverbands Niederösterreich, des niederösterreichischen Landesverbands des Allgemeinen Sportverbands Österreichs (ASVÖ). Mithlingers Enkeltochter Barbara Mithlinger ist seit 2021 Leiterin der Kleinen Galerie.